# Keith Jobling
Keith Jobling (sinh ngày 26 tháng 3 năm 1934) là một cựu cầu thủ bóng đá chuyên nghiệp người Anh sinh ra ở  Grimsby có 450 lần ra sân ở Football League ở vị trí trung vệ cho Grimsby Town. Trước khi John McDermott vượt qua năm 2000, Jobling giữ kỉ lục về số lần ra sân Grimsby Town. Sau khi rời Grimsby, ông gia nhập Boston United, ban đầu là cầu thủ sau đó là huấn luyện viên kế nhiệm cho Jim Smith.